# آلاچوا (فلوریدا)
آلاچوا (به انگلیسی: Alachua) شهری در شهرستان آلاچوا ایالت فلوریدا است که در سال ۱۹۰۵ بنیان‌گذاری شده‌است. این شهر طبق سرشماری سال ۲۰۱۰ میلادی، ۹٬۰۵۹ نفر جمعیت داشته و مساحت آن نیز ۷۵٫۲ کیلومتر مربع است.